# Megalagrion williamsoni
Megalagrion williamsoni – gatunek ważki z rodziny łątkowatych (Coenagrionidae). Jest endemitem hawajskiej wyspy Kauaʻi.